# Appecano
Appecano is een plaats (frazione) in de Italiaanse gemeente Terni.